# Breznik Plešivički
Breznik Plešivički je vesnice v Chorvatsku v Záhřebské župě. Je součástí opčiny města Jastrebarsko, od něhož se nachází 3 km severovýchodně. V roce 2011 zde žilo 123 obyvatel.
Sousedními vesnicemi jsou Donji Desinec a Pavlovčani, sousedním městem Jastrebarsko.